# Edward FitzClarence, 6. Earl of Munster
Edward Charles FitzClarence, 6. Earl of Munster (* 3. Oktober 1899; † 15. November 1983) war ein britischer Peer.

## Leben
Er war der Sohn des Brigadegenerals Charles FitzClarence aus dessen Ehe mit Violet Spencer-Churchill. Er war somit ein Cousin zweiten Grades von Winston Churchill.
Er besuchte das Eton College in Eton und das Royal Military College in Sandhurst und diente anschließend als Captain bei den Irish Guards.
Beim Tod seines kinderlosen Cousins zweiten Grades Geoffrey FitzClarence, 5. Earl of Munster erbte er dessen Titel als 6. Earl of Munster und den damit verbundenen Sitz im House of Lords.

## Ehen und Nachkommen
Am 30. Juli 1925 heiratete er Monica Sheila Harrington Grayson, Tochter von Lieutenant-Colonel Sir Henry Grayson, 1. Baronet und Dora Beatrice Harrington. 1930 ließen sie sich wieder scheiden. Aus dieser Ehe hatte er zwei Kinder:
- Anthony FitzClarence, 7. Earl of Munster (1926–2000), ⚭ (1) 1949–1966 Louise Marguerite Diane Delvigne, ⚭ (2) 1966–1979 Pamela Margaret Spooner, ⚭ (3) 1979 Dorothy Alexa Maxwell;
- Lady Jill Mary FitzClarence (* 1928), ⚭ (1) 1953–1960 Melvin Flyer, ⚭ (2) 1968 John Walter.

Am 28. September 1939 heiratete er in zweiter Ehe Vivian Scholfield, Tochter von Benjamin Scholfield. Diese Ehe blieb kinderlos.